# Lomographa poliotaeniata
Lomographa poliotaeniata är en fjärilsart som beskrevs av Eugen Wehrli 1936. Lomographa poliotaeniata ingår i släktet Lomographa och familjen mätare. Inga underarter finns listade i Catalogue of Life.